# Саваньен
Не путать с гевюрцтраминером, иногда именуемым для простоты «траминер»
Саванье́н (фр. Savagnin), или Трами́нер (нем. Traminer) — технический (винный) сорт винограда, используемый для производства белых вин. Обладает ярко выраженным ароматом. Вина из траминера могут созревать десятилетиями. Считается близким родственником (возможно, предком или потомком) пино-нуара. 
В XXI веке возделывается главным образом на склонах Юры, однако прежде был распространён гораздо шире. На древность сорта указывают данные генетики, согласно которым от него произошли такие популярные у виноделов сорта, как рислинг, гевюрцтраминер, шенен и сильванер. Предварительные данные генетиков также указывают на вероятность происхождения от саваньена многих других сортов, среди которых совиньон-блан (вариация того же названия), бастардо и вердехо.

## История и география
Сорт используется виноделами как минимум на протяжении 900 лет: при анализе винных материалов из Орлеана (Франция), датируемых XII веком, генетики установили, что средневековое вино было изготовлено из винограда сорта Саваньен. Авторитетный австрийский ампелограф Фердинанд Регнер связывает его распространение с древними римлянами.
В связи с тем, что в немецкоязычных регионах сорт известен как Траминер, долгое время считалось, что он происходит из тирольского поселения Трамин. Это представление, судя по всему, ввёл в оборот Иеронимус Бок, который в первом издании ботанического атласа «Kreutterbuch», вышедшего в 1539 году, впервые упомянул сорт в такой формулировке:

…затем виноград Траминнер, который широко культивируется в Адидже, Трамине и Эльзасе.
Оригинальный текст (нем.)…darnach Traminner drauben deren wachsen vil inn der Etsch als zu Tramyn und Elsaß.
— 
Современные генетические исследования не подтвердили эту теорию. Более вероятно происхождение сорта с территории северо-востока Франции (Эльзас — Шампань — Арденны — Лотарингия и Франш-Конте) или юго-запада Германии (Рейнланд-Пфальц и Баден-Вюртемберг). 
Существуют три главные версии происхождения сорта:
- Скрещивание одного из сортов группы Пино и неизвестного второго сорта[9].
- Скрещивание двух неизвестных и, скорее всего, уже исчезнувших сортов винограда[9].
- Доместикация дикого винограда[9].

На территории современной Германии сорт почти не возделывается. В швейцарском кантоне Вале этот виноград известен под названием Heida. Во французском винодельческом регионе Юра из него получают соломенное вино и так называемое жёлтое вино (фр. vin jaune), напоминающее сухой херес, но не креплёное. 
Имеет ряд клонов. Розовую разновидность (мутацию) Саваньена выращивают в Эльзасе, где она занимает второе место по возделываемой территории и известна как «пряный траминер» (нем. Gewürztraminer).

## Характеристики
Сила роста лозы невысокая. Лист средний или крупный, пятилопастный. Цветок обоеполый. Ягоды мелкие, сферические, жёлто-золотистого цвета, с толстой кожурой. Цветение у сорта часто сопровождается опаданием завязей, созревание позднее. Урожайность небольшая и не стабильная. Устойчив к поражению серой гнилью.
Используется юрскими виноделами (например, аппелласьона Шато-Шалон) для приготовления высококачественных вин, как правило, в купажах. При описании вкуса золотистых вин из саваньена часто используются сравнения с орехами, ванилью и мёдом; иногда упоминаются нюансы мускатного ореха и дыма. Кислотность вин из саваньена предрасполагает к их длительной выдержке.